# Аранди
Аранди́ (каз. Аранды) — село у складі Казалінського району Кизилординської області Казахстану. Входить до складу Арандинського сільського округу.
У радянські часи село називалось Жданов.
Населення — 480 осіб (2021; 430 у 2009, 384 у 1999, 325 у 1989).